# Imma melanosphena
Imma melanosphena är en fjärilsart som beskrevs av Edward Meyrick 1918. Imma melanosphena ingår i släktet Imma och familjen Immidae. Inga underarter finns listade i Catalogue of Life.